# Levedura como organismo-modelo

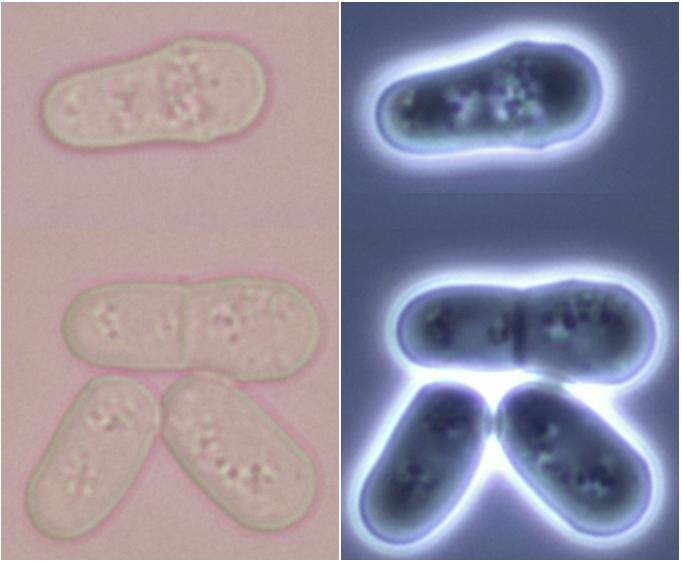
Visão microscópica de uma cultura de levedura no processo de fissão binaria.

Nas Ciências, alguns experimentos são realizados com animais, os quais em sua maioria são organismo-modelos. São considerados como organismo-modelo os adequados para o estudo em questão, possuindo alta capacidade de adaptação, fácil reprodução e crescem rapidamente. De acordo com essas características, muitas bactérias são utilizadas como animais modelos.
As bactérias são seres de fácil manejo, com algumas particularidades que permitem analisar com mais facilidades algumas mutações  e são pioneiras na clonagem genética. Com isso, um organismo que possui muitas das características citadas das bactérias, são as leveduras, com a vantagem de ser um organismo eucarionte, se tornando um modelo ideal para muitas pesquisas científicas. Elas possuem células pequenas, crescem em grande quantidade em meio líquido, possuem reprodução tanto sexuada quanto assexuada, produzem colônias permitindo rastreamento de mutações, plaqueamento em réplica e ainda possuem plasmídeos (o que facilta a manipulação genética). Além disso, elas possuem os dois modos de respiração, tanto aeróbia, quanto anaeróbia por meio da fermentação.
Levedura é um termo geral utilizado que engloba alguns tipos de fungos unicelulares, sendo que duas principais leveduras utilizadas como organismo modelo são Saccharomyces cerevisiae e Schizosaccharomyces pombe, cada uma delas possuindo diferentes funcionalidades, servindo para fins específicos nas pesquisas.

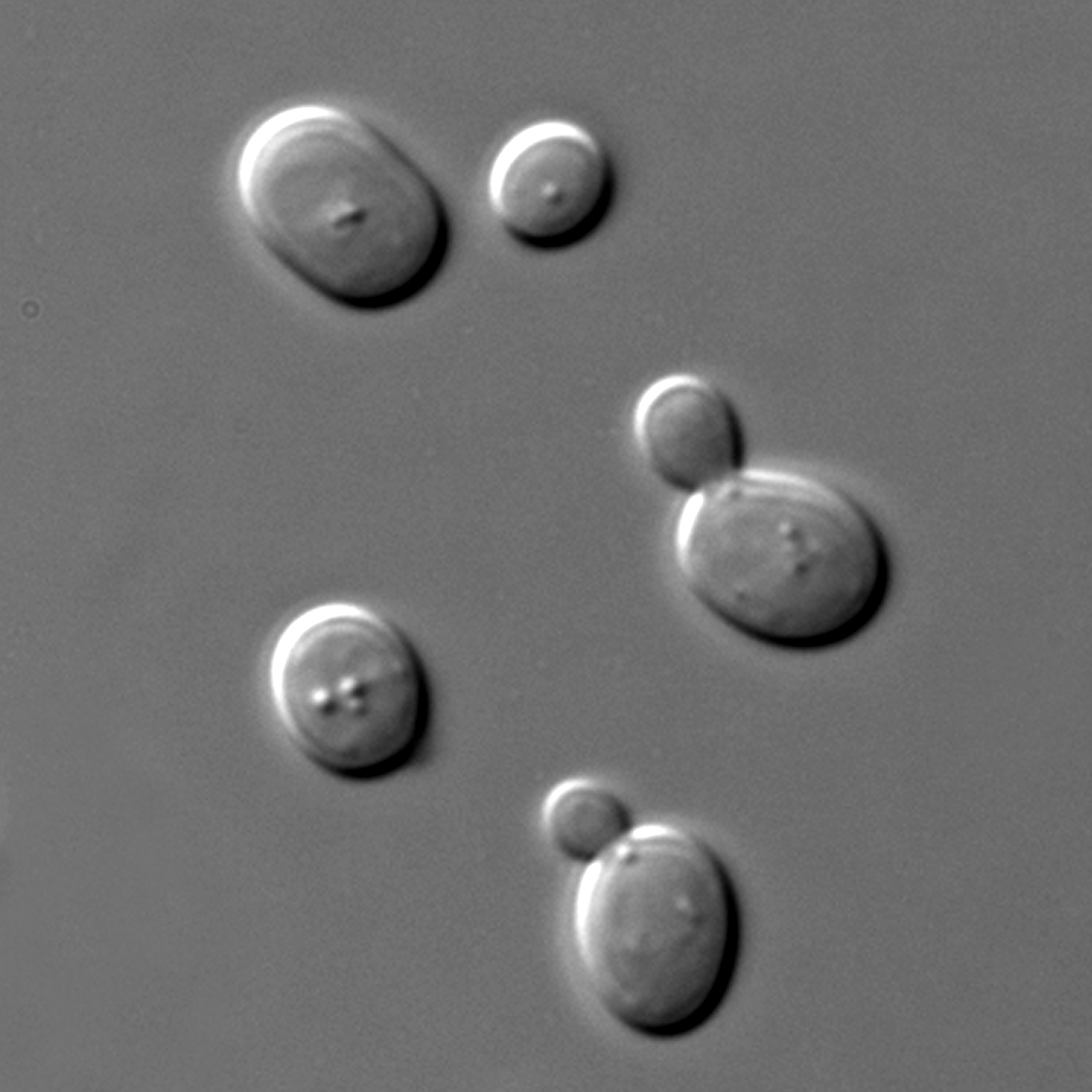
Saccharomyces cerevisiae em microscopia de contraste de interferência diferencial (DIC).

A levedura Saccharomyces cerevisiae é um fungo unicelular, da classe dos Saccharomycetes. Essa espécie possui 16 cromossomos, os quais abrigam cerca de 12 mil quilobases (kb) de DNA genômico nuclear. Suas células são arredondadas, com cerca de 7 micrometros e sua reprodução ocorre por meio de brotamento. Comumente, essa levedura é utilizada como organismo modelo em pesquisas em biologia molecular e, também na panificação, na produção de vinhos e de cervejas e é conhecida por nomes que fazem referência a tais funções, como: levedura do pão. Na natureza, esses organismos são, geralmente, encontrados em frutas maduras, como as uvas. As células das leveduras podem ter dois formatos de vida: a forma haploide (ou assexuada), onde se tem um ciclo de vida simples, porém, com maior risco de morte por estresse; e sua forma diploide (ou sexuada), a qual também possui ciclo de vida simples, mas com a diferença de que, em situações de estresse, essas células podem sofrer esporulação como forma de defesa e, assim, produzindo quatro esporos que poderão ser utilizados para reprodução.

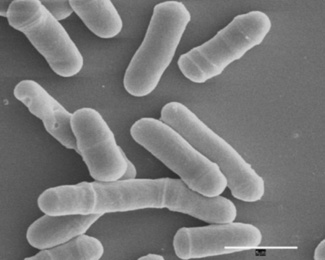
Schizosaccharomyces pombe em microscopia eletrônica de varredura.

A levedura Schizosaccharomyces pombe também é um fungo unicelular, porém pertence à classe dos Schizossaccharomycetes. Esses organismos são utilizados para produção de cerveja tradicional, além de serem usados como organismos modelo na biologia molecular. Seu genoma é dividido em apenas 3 cromossomos, que carregam cerca de 13 mil kb de DNA. Além disso, essa espécie possui alguns genes compartilhados com humanos, o que a diferencia e a torna um sistema experimental complementar da S. cerevisiae.
Suas células, diferentemente do outro organismo mencionado, possuem formato de bastonetes e medem cerca de 10 micrometros de comprimento. Essas células se dividem por fissão binária, dando origem sempre a duas células-filhas de tamanho igual, explicando assim, seu nome popular: levedura de fissão.

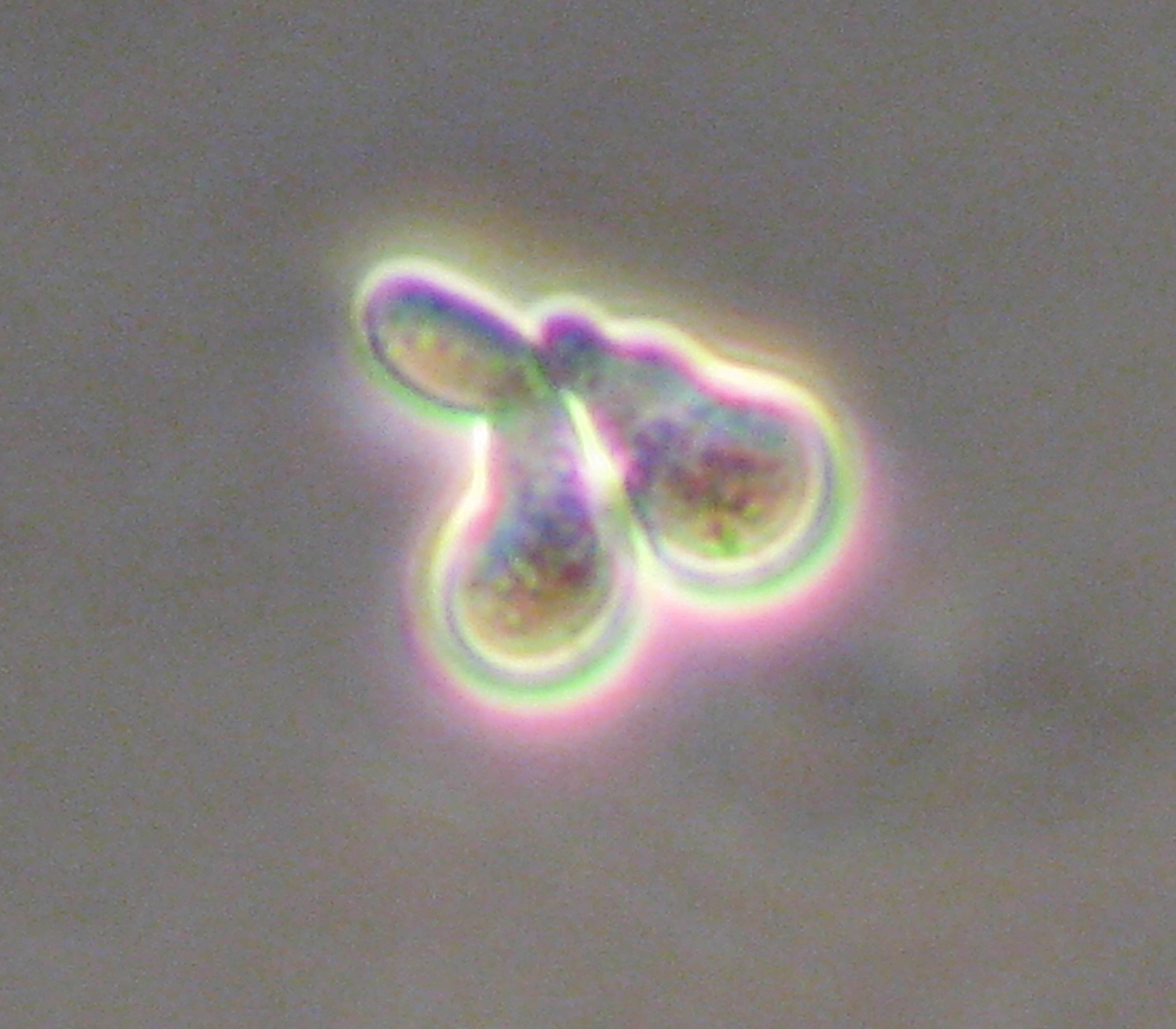
Processo de reprodução por brotamento de Saccharomyces cerevisiae, visto em microscópio.

As leveduras utilizadas como organismos-modelo apresentam algumas características em sua biologia que as fazem ser ideais para uso em estudos de diversas áreas. Uma das características importantes é de que o ciclo de vida dessas leveduras são curtos e rápidos, sendo que há cada 90 minutos, uma cultura dobra sua massa celular . O ciclo de vida de Saccharomyces cerevisiae, por exemplo, é diplobionte e há reprodução vegetativa por mitoses durante cada uma das fases do ciclo (haplóide e diplóide). Além disso, essas leveduras são organismos não-patogênicos de fácil manipulação genética, o que possibilita a geração e análise de mutantes com alteração no genoma mitocondrial ou nuclear. Essas leveduras apresentam um característico processo de recombinação homóloga, importante para estudos de biologia celular. O genoma das leveduras também é um aspecto importante nessa escolha, já que elas são consideradas uns dos organismos eucarióticos mais simples existentes. Em leveduras também ocorre repressão catabólica, que é um processo de inibição da transcrição de diversos genes quando esses organismos são cultivados em fontes de carbono facilmente fermentáveis, o que permite o estudo de mecanismos de repressão genômica e outros processos do material genético. Todas essas características foram importantes para que, em 1996, o genoma de S. cerevisiae fosse sequenciado, o que passou a ser mais um motivo pelos quais esse levedo é utilizado em estudos como um organismo-modelo. A biologia amplamente conhecida das leveduras bem como o fato delas serem seres eucariotos e relativamente simples foram o que culminou na escolha desses organismos como modelos, o que ampliou seu uso em experimentos e nas indústrias, sendo que hoje encontramos estudos com S. cerevisiae, por exemplo, em diversos ramos de pesquisa e indústria.

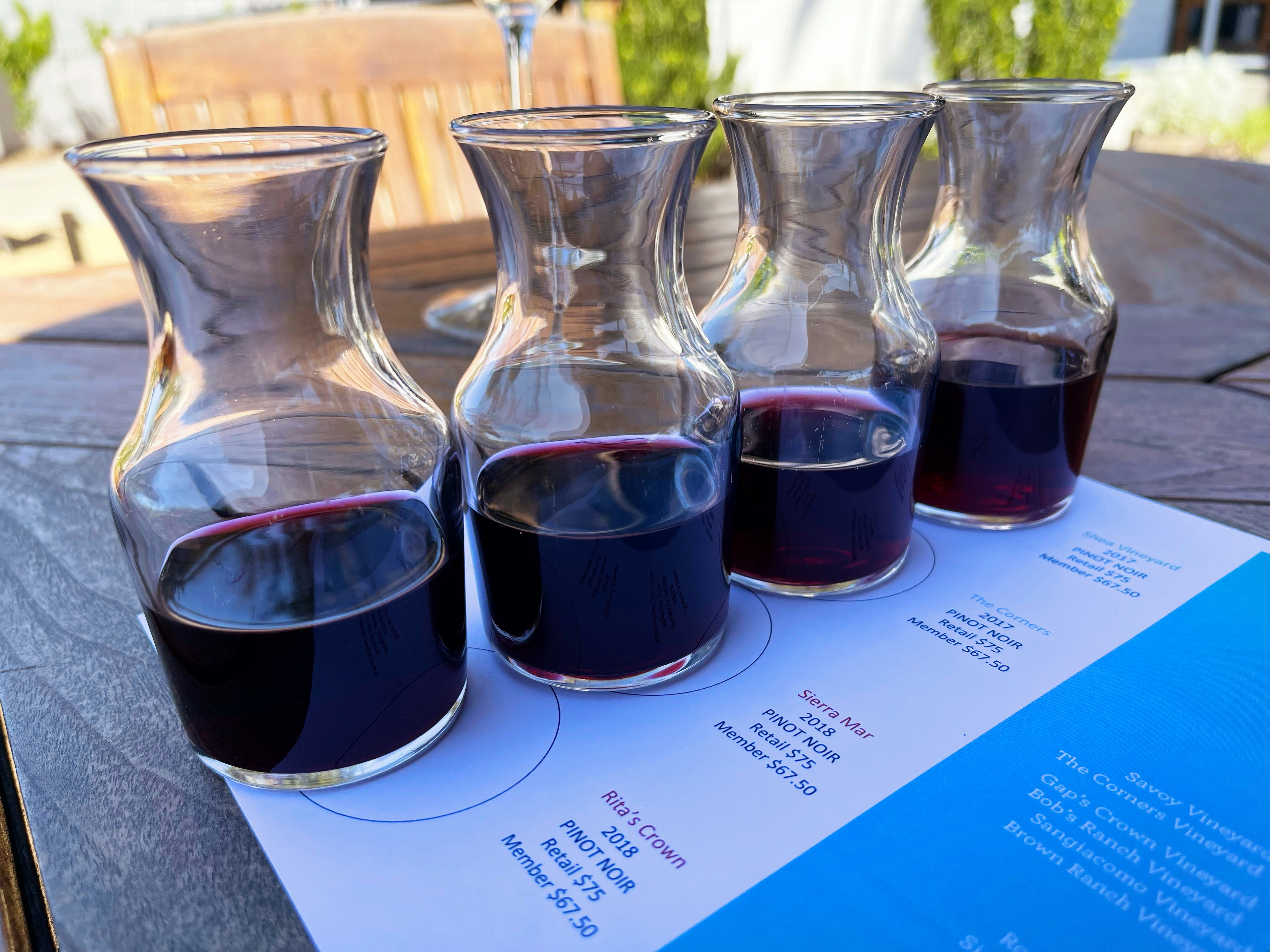
Vinho, um alimento que utiliza leveduras em seu processo de fermentação.

O processo de fermentação das leveduras, principalmente de Saccharomyces cerevisiae, é de extrema importância para diversas indústrias, como a alimentícia. S. cerevisiae é o principal micro-organismo utilizado em processos industriais de fermentação alcoólica. A aplicação de desses organismos na produção de bebidas e alimentos fermentados acompanha a história do desenvolvimento cultural, tecnológico e científico da humanidade. Durante a fermentação do vinho, a levedura é responsável pela síntese de compostos aromáticos, como ésteres voláteis, ácidos orgânicos e alcoóis superiores, que determinam a constituição e as características primordiais desta bebida e ditam a complexidade do sabor e aroma dessas bebidas. Além disso, perfis aromáticos diversificados são obtidos a partir de diferentes métodos de produção, sendo formados principalmente, pela transformação química da uva durante a fermentação alcoólica. As leveduras também são utilizadas para a fermentação em massas como o pão, sendo que o gás carbônico liberado por esses organismos é o responsável pelo crescimento dos pães. As leveduras ainda são utilizadas na produção de cervejas e são ricas em proteína, sais minerais, carboidratos e vitamina B e, por isto, também são usadas para enriquecer as dietas humana e animal. Na indústria de base, o principal composto formado pelas leveduras é o etanol, um combustível extremamente importante nas matrizes energéticas mundiais. O etanol também é formado pelo processo de fermentação, sendo que centenas de quilos ou, às vezes, toneladas de leveduras são adicionadas a uma grande quantidade de mosto - o açúcar diluído -, onde realizarão o processo de respiração anaeróbica, que levará a formação do etanol. As características essenciais das leveduras que as fazem ser organismos-modelo bem como sua grande aplicação em diversos ramos da indústria mundial tornam esse organismo muito importante comercialmente e cientificamente e, por isso, diversas linhas de pesquisa acerca das leveduras são realizadas. Atualmente, o principal objetivo dos cientistas que pesquisam sobre essas leveduras focam em entender quais são as variantes, ou seja, quais linhagens de leveduras são as melhores nos processos fermentativos. O objetivo desse tipo de pesquisa é melhorar o aproveitamento e aumentar a produção dos insumos citados, como pode-se ver na pesquisa de Reis (2011), onde procura-se realizar uma caracterização de linhagens selvagens de S. cerevisiae isoladas de processos fermentativos para produção de etanol.
Em 1996, a levedura Saccharomyces cerevisiae foi o primeiro organismo eucarioto a ter seu genoma completamente sequenciado, projeto que contou com a ajuda de cerca de 600 pesquisadores na Europa, América do Norte e Japão. A sequência de 12.068 kilobases define 5885 genes codificadores de proteína, sendo aproximadamente 140 genes que especificam RNA ribossomal, 40 genes para pequenos RNA nucleares (snRNAs) e 275 genes de RNA de transferência (tRNA). Além disso, foi estabelecido que a levedura possui 16 cromossomos haploides. Uma das vantagens que permitiu com que S. cerevisiae tivesse seu genoma completamente sequenciado é a combinação do grande número de cromossomos e um tamanho de genoma pequeno, sendo possível dividir as responsabilidades do sequenciamento de forma conveniente entre os diferentes grupos internacionais que estavam envolvidos no projeto.

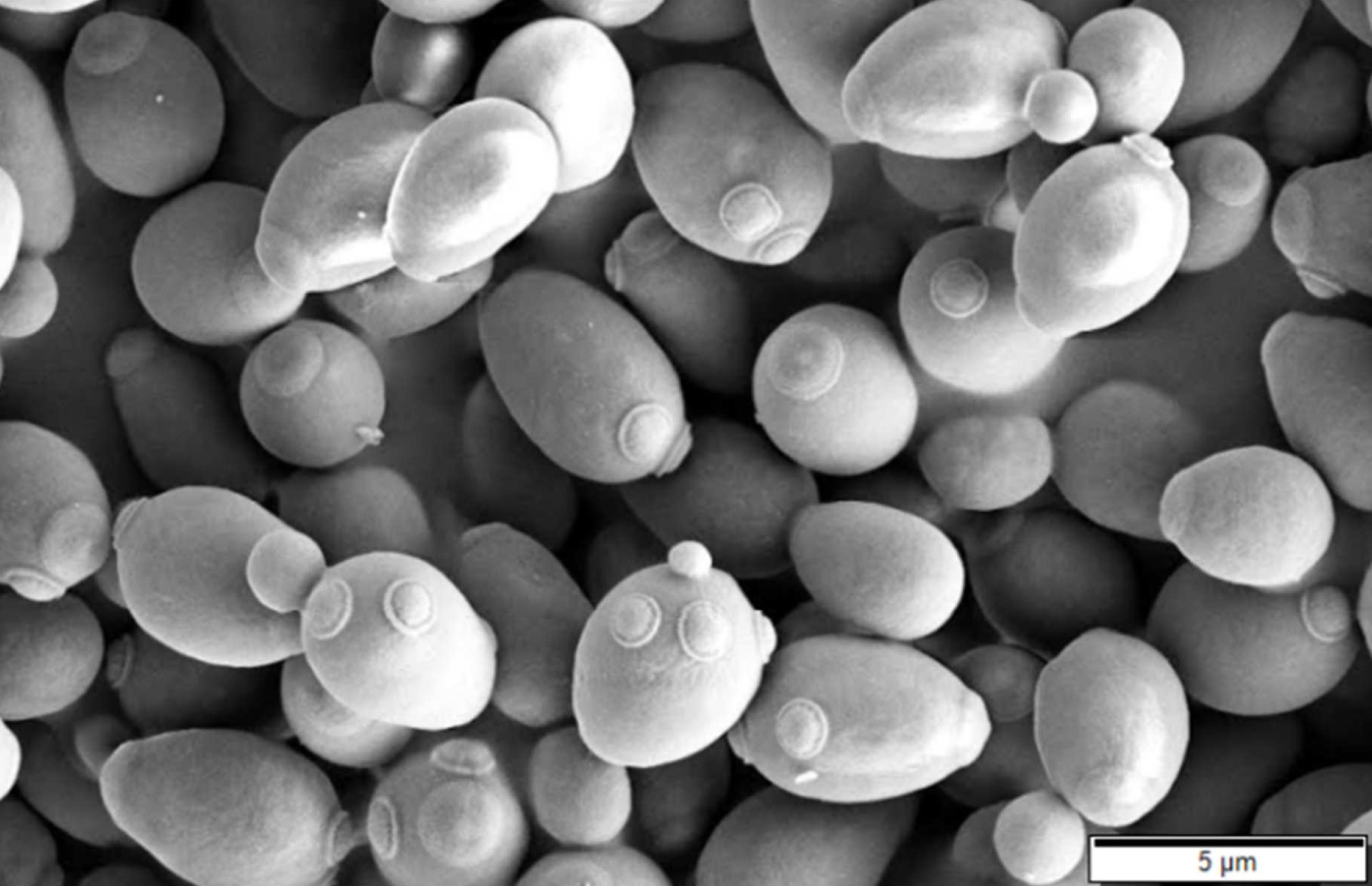
Saccharomyces cerevisiae

O sequenciamento completo do genoma definiu a existência de 5885 ORFs (open reading frames) que especificam produtos de proteínas na célula da levedura. Isso significa que um gene que codifica proteína é encontrado a cada 2 kb do genoma da levedura, sendo que quase 70% da sequência total consiste em ORFs.
A partir do sequenciamento, foi possível obter, pela primeira vez, o proteoma completo de uma célula eucariótica. O proteoma descreve o conjunto completo de proteínas que uma célula viva é capaz de sintetizar. Por meio de análise computacional, foi possível classificar cerca de 50% das proteínas com base em na similaridade de sequência de aminoácidos com a de outras proteínas já conhecidas, usando o critério de homologia conservativa. Entretanto, isso permite entender apenas uma descrição geral da função bioquímica da proteína, mas não indica seu papel biológico. Na tentativa de classificar as proteínas de levedura de acordo com sua função, foram utilizados os microprocessadores MIPs. A célula de levedura utiliza 11% do proteoma para seu metabolismo; 3% para produção de energia e armazenamento; 3% para replicação, reparo e recombinação do DNA, 7% para transcrição; e 6% para tradução.
Acreditava-se que entender o proteoma de leveduras era um dos passos para entender melhor o complexo proteoma humano, já que aproximadamente metade das proteínas defeituosas em doenças hereditárias humanas possuem alguma sequência de aminoácidos similares à proteínas de levedura. Embora seja evidente que o genoma humano possui diversas proteínas que não são encontradas no proteoma de levedura, é justo sugerir que a maioria das proteínas de levedura possuem homólogos humanos. Assim, essas proteínas humanas poderiam ser classificadas de acordo com sua equivalência estrutural e funcional às existentes no proteoma de levedura.
A partir do sequenciamento completo do genoma de S. cerevisiae, o Saccharomyces Genome Database (SGD) foi criado em 1997, permitindo acesso pela internet à sequência completa do genoma da levedura, seus genes e produtos, os fenótipos de seus mutantes, assim como a literatura que comprova tais dados. O SGD coleta dados de diversos provedores, como o GenBank, EMBL, DDBJ, SwissProt e PIR, transformando todos os dados em formas de fácil acesso para uso de biólogos moleculares.
A fim de aumentar a utilidade de S. cerevisiae como organismo modelo, o SGD começou a expandir sua área de genômica comparativa, tendo como primeiro passo a adição de uma área dedicada para explorar a homologia entre proteínas de leveduras e proteínas de mamíferos. Além disso, também contém informações adicionais sobre homólogos funcionais entre humanos e leveduras, assim como genes de leveduras que possuem similaridades com genes de doenças humanas.

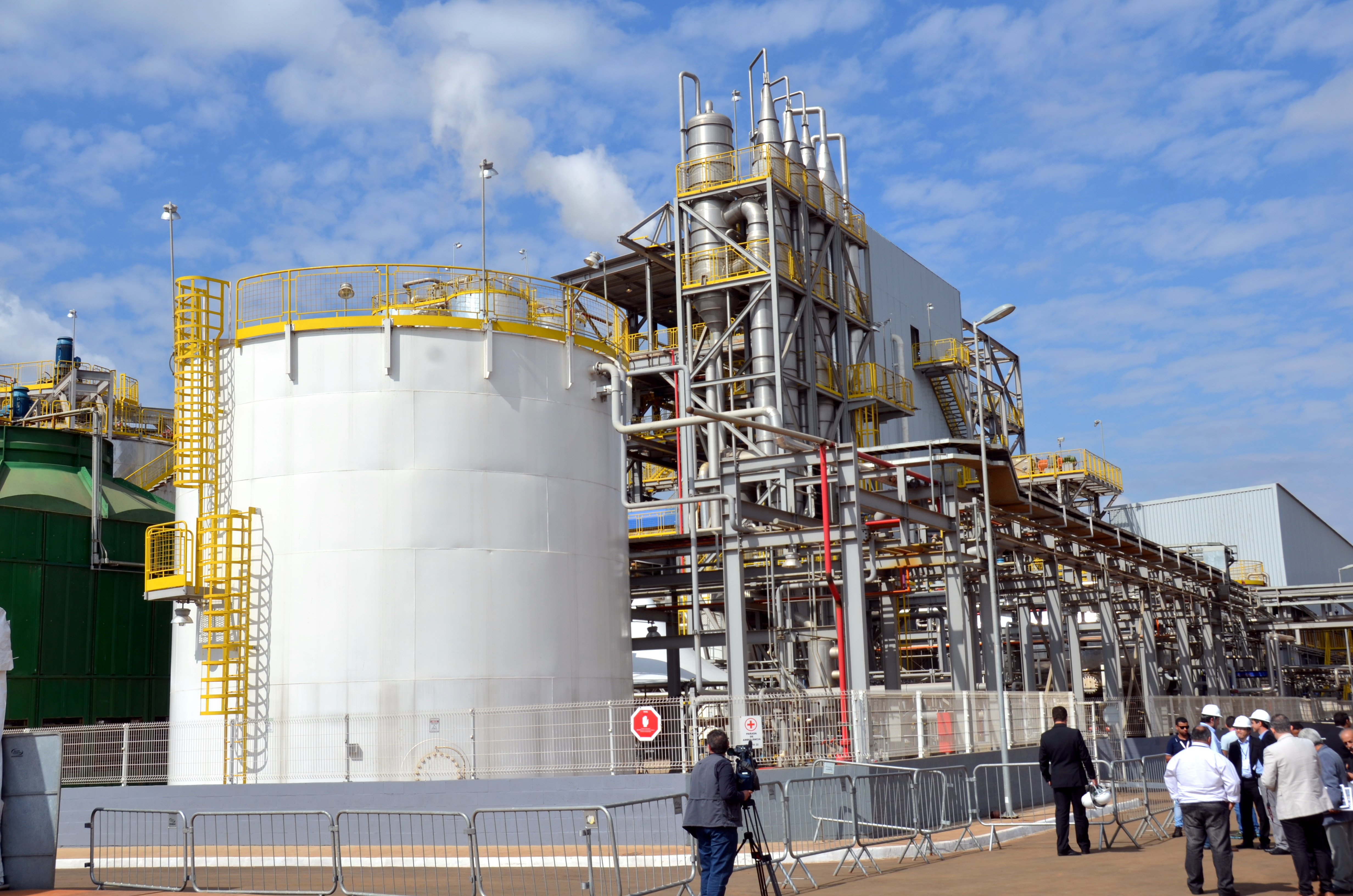
Indústria produtora de Etanol em Piracicaba

Um dos avanços tecnológicos de interesse da indústria com o uso das leveduras que tem um grande destaque, é confecção de biocombustível. Para esse achado foi utilizado a capacidade da levedura de realizar fermentação para a produção do etanol usado como combustível. Em um estudo em diferentes produtoras de etanol brasileiras, realizou-se o teste com uma variedade de cepas de leveduras Saccharomyces cerevisiae para verificar se o potencial de fermentação desse organismo é o suficiente para a produção industrial de etanol, sendo todas elas consideradas aptas para esse processo. Para a produção do etanol é necessário que o microrganismo utilizado consigam converter sacarídeos encontrados nos vegetais em álcool em larga escala, sendo que a maioria dos organismos não consegue realizar esse processo. Com o intuído de maximizar esse processo nas leveduras, já existe um modelo geneticamente modificado, realizado na Universidade de Illinois em Urbana-Champaign que torna Saccharomyces cerevisiae capaz de fermentar as proteínas que geralmente são transportadas pela Pichia stipitis (um modelo que fermenta três açúcares – glicose, xilose e celobiose).
Além do uso nas indústrias, outros destaque para o uso das leveduras são nos avanços nas pesquisas médicas. Algumas doenças que não tem cura atualmente utilizam esse organismo para realizar testes, um exemplo disso é a Doença de Parkinson, uma doença neurodegenerativa associada a morte de neurônios dopaminérgicos, gerando vários problemas, principalmente na movimentação e equilíbrio do paciente. Essa doença se da principalmente por uma formação de aglomerados proteicos entre os neurônios (corpos de Lewy), tornando - se tóxica ao organismo. Neste caso as leveduras foram utilizadas em conjunto com outros organismos modelos para esclarecer o motivo de tal agregação proteica resultar em toxicidade, eles expressaram o gene que codifica essa proteína para possibilitar a analise do processo. Sendo assim é possível o desenvolvimento de novos tratamentos por meio das descobertas.
A Sacchoromyces cerevisae tem sido utilizada também como forma de inovação, substituindo os papéis de outras leveduras, como no uso como probióticos, área que atualmente é monopolizada pela Sacchoromyces boulardii. Os novos estudos estão sendo realizados por causa da rejeição a outros antimicrobianos propostos. Pesquisas usando S. cerevisae de forma isolada como probiótico em camundongos, mostrou eficiência no funcionamento intestinal de camundongos. Estudos em andamento mostram também êxito como proteção por meio de uma imunomodulação realizada pela levedura, capaz de realizar defesa contra a salmonela.
Assim como a Sacchoromyces cerevisae, a S. pombe é também destaque nas pesquisas, em alguns casos específicos sendo até mais eficiente. Em pesquisa realizada sobre os compostos de estratos vegetais com atividade protetora contra o estresse genotóxico (causado por agentes endógenos e exógeno do organismo humano que podem gerar mutações no DNA), testou - se plantas consideradas medicinais por antepassados históricos. Essas plantas possuem  compostos considerados biologicamente ativos (alcalóides, terpenos e fenóis), que podem causar atividade antioxidante, anticitotóxica e antigenotóxica. Com isso foram realizados ensaios com ambas as leveduras, para testar a ação protetora dos extratos, sendo a Sch. pombe destacada como melhor modelo para o caso.
Em 2001, o Prêmio Nobel, da categoria Fisiologia ou Medicina, foi entregue aos pesquisadores Leland H. Hartwell, R. Timothy e Paul M. Nurse pelas suas descobertas acerca de chaves regulatórias do ciclo celular. Nessa pesquisa, os cientistas identificaram moléculas chave que regulam o ciclo celular em organismos eucariotos, incluindo leveduras, plantas, animais e humanos. As descobertas foram de grande impacto para todos os aspectos do crescimento celular, principalmente por conta de defeitos no ciclo celular levarem a alterações cromossômicas que são vistas em células cancerígenas e, portanto, os dados abriram diversas possibilidades para o tratamento do câncer.

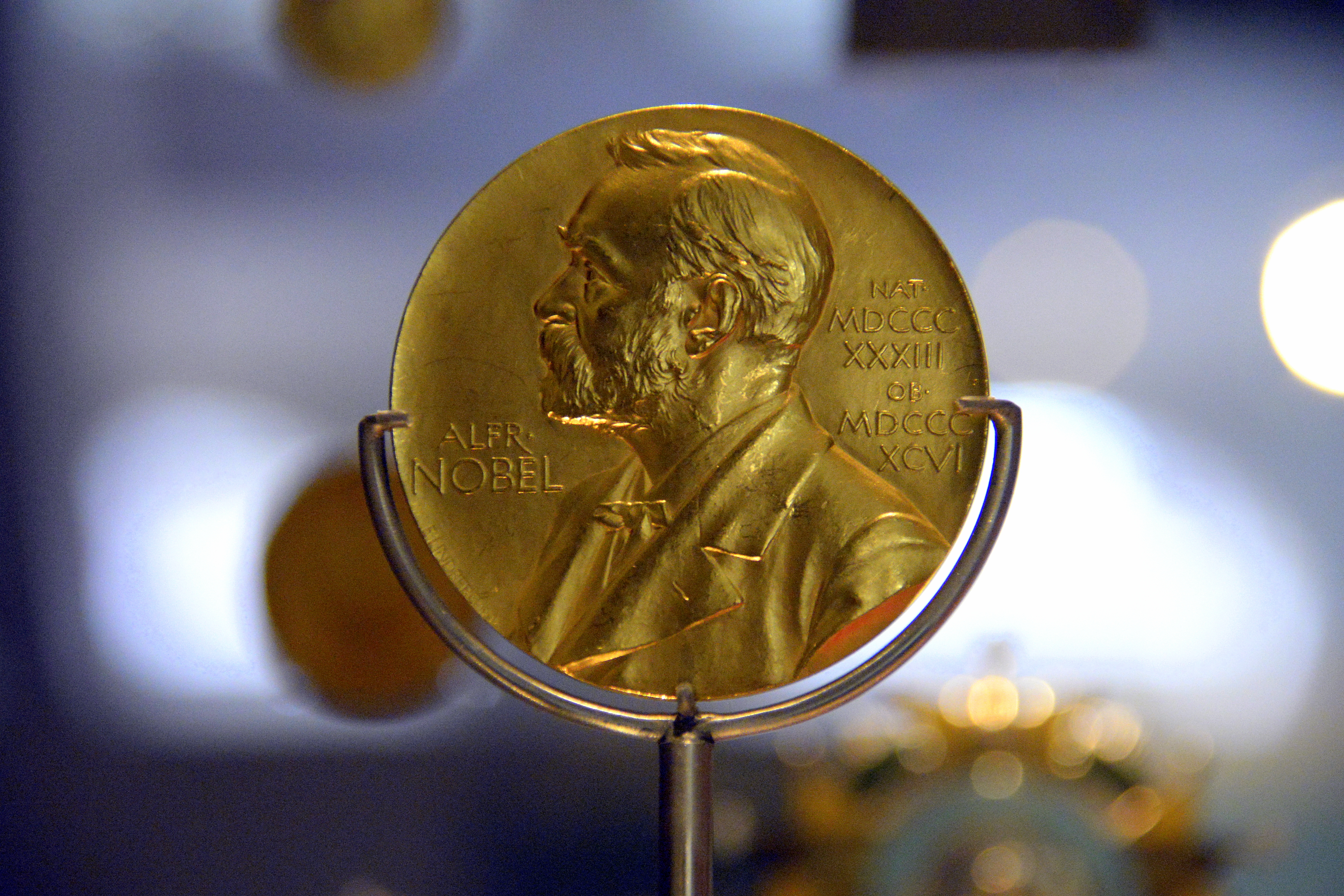
Medalha do Prêmio Nobel de Fisiologia ou Medicina

Para esse estudo, os pesquisadores utilizaram de leveduras para realizar seus experimentos. Em um deles, as células de S. cerevisiae foram isoladas, a fim de compreender quais genes que controlam o ciclo celular eram alterados (mutados). Por meio disso, foi possível identificar mais de cem genes que estão especificamente ligados ao controle do ciclo celular, chamados genes CDC (cell division cycle genes). Um desses genes, que foi chamado de CDC28, controla o primeiro passo da progressão da fase G1 para a fase S e, assim, também foi chamado de “start”.
Ademais, foi estudada a sensibilidade das células de leveduras à irradiação, permitindo a criação do termo “checkpoint”, que significa que o ciclo celular é parado quando há dano ao DNA. Esse processo tem como objetivo permitir que o DNA tenha tempo para ser reparado, antes que a célula passe para a próxima fase do ciclo celular, ao passo que isso também auxiliou na determinação correta da ordem das fases do ciclo.
Utilizando a S. pombe, um dos pesquisadores havia descoberto, em meados de 1970, o gene CDC2. Havia sido visto que esse gene tinha função primordial no controle da divisão celular (transição da fase G2 para fase mitose, M). Mais tarde, foi descoberto que o gene CDC2 tinha uma função mais geral, tendo função idêntica ao gene “start”, que controla a transição da fase G1 para a fase S. O gene CDC2 também foi visto regulando diferentes fases do ciclo celular e, quando isolando o gene correspondente em humanos, foi encontrado o gene chamado CDK1 (quinase 1 dependente de ciclina).
Diversas áreas biomédicas foram beneficiadas com tais descobertas, visto que os dados foram importantes para compreender como a instabilidade cromossômica se desenvolve no câncer, ou seja, como as partes dos cromossomos são reorganizadas, perdidas ou distribuídas igualmente entre células-filhas. É provável que alterações cromossômicas sejam resultados de defeitos no controle do ciclo celular. A descoberta dos genes CDK e ciclinas foi importante pois foi visto que moléculas CDK e ciclinas podem funcionar como oncogenes, além de colaborarem com os produtos de genes supressores de tumor (p63 e Rb) durante o ciclo celular.